# Vereeniging
Vereeniging (afrikáans, ‘asociación’, ‘unión’) es una ciudad de la provincia de Gauteng, en Sudáfrica, con una población de más de 350 000 habitantes. Forma parte de la región conocida como Triángulo del Vaal (Vaal Triangle en inglés y Vaaldriehoek en afrikáans) y se encuentra en lo que anteriormente era la provincia del Transvaal.

## Historia

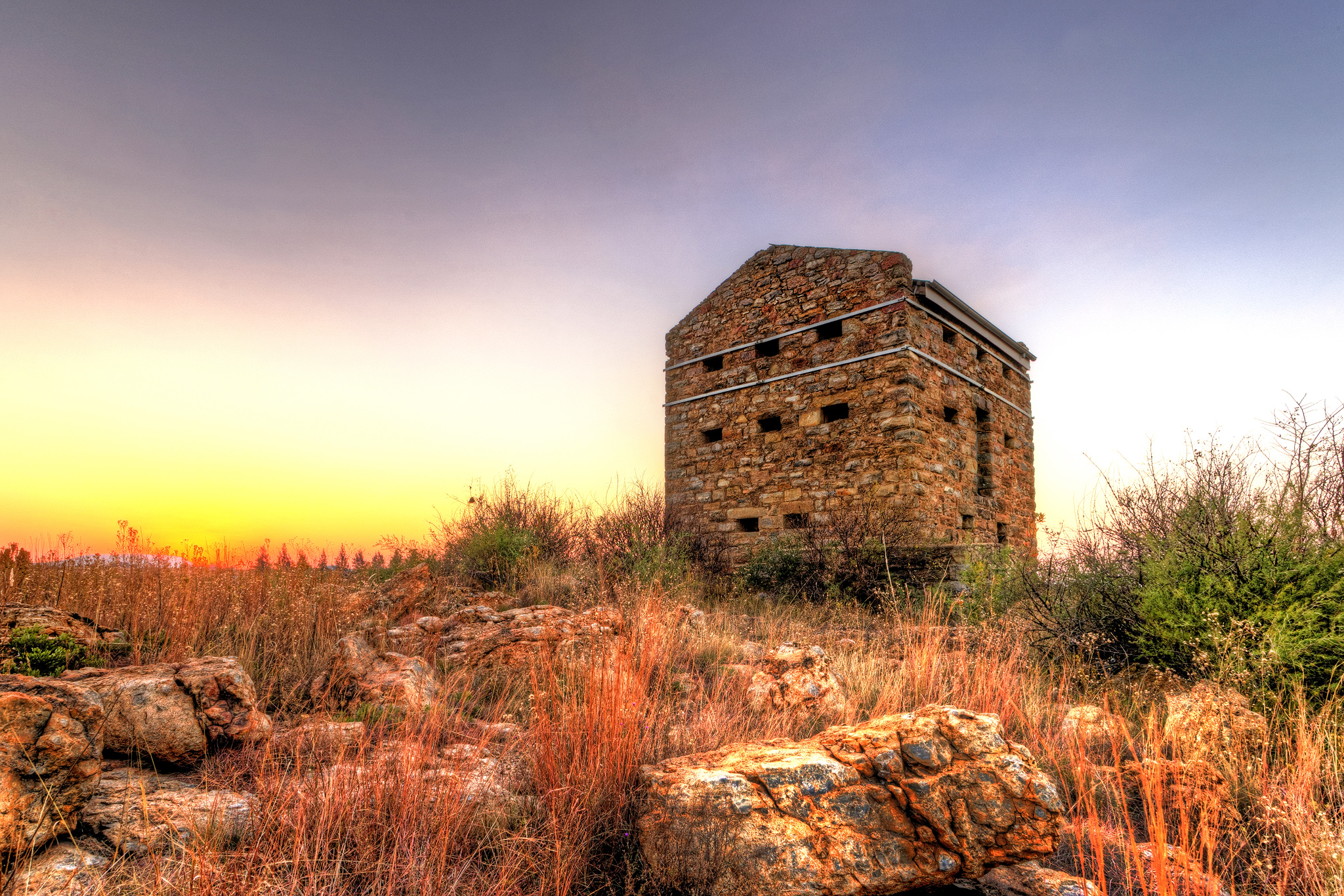
La casa de bloque en Vereeniging construida por los británicos durante la Segunda Guerra de los Bóer.

En 1879, el gobierno del Estado Libre de Orange encargó a George William Stow la búsqueda de yacimientos de carbón en el distrito de Bethlehem. Al no encontrar ningún yacimiento, se desplazó hacia el norte hasta Maccauvlei, en el río Vaal, y luego cruzó el río hasta el lado del Transvaal. En la granja Leeuwkuil, encontró un yacimiento de carbón de tres metros de grosor.: 17  But the Orange Free State government believed that it was too far away and there was a lack of transport so turned down the idea of mining.: 17  Pero el gobierno del Estado Libre de Orange creía que estaba demasiado lejos y que había falta de transporte, por lo que rechazó la idea de la minería.: 17  Stow se instaló en Kimberley para encontrar un trabajo, donde conoció a Samuel Marks, quien se dio cuenta, tras escuchar la historia de los formadores, de la oportunidad que ofrecía el carbón en los campos de diamantes de Kimberley para la generación de energía.: 17  Marks formó la De Zuid Afrikaanshe en Oranje Vrystaatsche Kolen en Mineralen Vereeniging (Asociación de Carbón y Minerales de Sudáfrica y del Estado Libre de Orange) y envió a Stow a comprar las fincas donde se encontraba el carbón.: 17  El 25 de noviembre de 1880 compró la finca Leeuwkuil por 5.000 libras y 12.000 acres.: 18  El agente de Marks, J.G. Fraser, compraría la granja Klipplaatdrift de 6.000 acres a Karl August Pretorius en octubre de 1881 por 15.500 libras. Ésta se encontraba frente a la granja Maccauvlei.: 18   A partir de 1881, el carbón se llevaba en carretas de bueyes a Kimberley y, en 1882, el desarrollo era tan grande que hubo necesidad de levantar una aldea en las dos granjas y el Volksraad acordó nombrarla con el nombre abreviado de la compañía, Vereeniging.: 18 
La ciudad fue fundada en 1892 y se sitúa a orillas del río Vaal. Gran parte de su crecimiento inicial se debió a las minas de carbón próximas a la ciudad.
La ciudad se conoce por ser el escenario de la firma del Tratado de Vereeniging, que acabó con la Segunda Guerra de los Bóeres (1899-1902). Durante el conflicto, los británicos establecieron un campo de concentración en la zona.
Cerca de Vereeniging se encuentra la comunidad, predominantemente negra, de Sharpeville, donde se produjo la Masacre de Sharpeville en 1960.

## Presente
La ciudad es en la actualidad uno de los centros manufactureros más importantes de Sudáfrica, siendo sus productos principales el hierro, el acero, los tubos, ladrillos y baldosas. Aún existen varias minas de carbón en la zona, con unas reservas que se calculan en 4.000 millones de toneladas.
Desde 1999, Vereeniging forma parte de Emfuleni (Emfuleni Local Municipality).

## Hechos de interés
- F.W. de Klerk fue elegido por vez primera como miembro del Parlamento de Sudáfrica por Vereeniging en 1969.
- Aunque el tratado se conoce como Paz de Vereeniging, en realidad se firmó en Melrose House, Pretoria.